# Pierre Le Muet
Pierre Le Muet (Dijon, 1591 - 1669) was een Frans architect, militair ingenieur en auteur van verschillende architecturale traktaten. In 1631 trouwde hij met Marie Autissier, dochter van een van de grootste aannemers van die tijd, Jean Autissier. Zijn belangrijkste werk was het boek ‘Mannière de bastir pour toutes sortes de personnes’. Verder heeft hij ook zijn aandeel in het bouwen van châteaux in het 17e-eeuwse Frankrijk. Le Muet overleefde de meeste van zijn tijdgenoten en werd op het einde van zijn carrière voorbijgestoken door de jongere generatie. 

## Carrière
Le Muet’s carrière als ‘Architecte Ordinaire du Roi et Commis aux fortifications de Picardie’ is op te delen in twee delen. Het eerste duurt tot 1637. In 1616 werd hij betaald om een model van het paleis van Luxemburg te maken. Vanaf 1617 was hij een militair ingenieur en dit schijnt zijn bezigheid geweest te zijn tot 1637. In dit eerste deel zijn z’n bekende bouwwerken op één vinger te tellen. Buiten een grondplan van de ‘Notre Dame Des Victoires’ (1627) zijn er enkel traktaten van die periode bekend. In 1623 bracht hij zijn ‘Mannière de bastir pour toutes sortes de personnes’ uit. Dit is een handleiding voor alle mensen die de intentie hebben om te bouwen. Hij begint van een huis met 1 kamer een gaat gradueel verder tot complexere huizen met voorhoven en tuinen (later meer daarover). Verder bracht hij in 1631 een vertaling van Vignola’s ‘Regola delle cinque ordini d’architettura’ uit met tien ongepubliceerde ontwerpen voor deuren en in 1645 een aanpassing van het eerste boek van Andrea Palladio.
Het tweede deel van zijn carrière begon rond 1637. In dit deel zou hij veel meer bouwwerken nalaten en werd hij dus als architect veel productiever. Hij maakte in sneltempo de plannen voor drie châteaux. Chavigny (1637, Lerné) was het eerste. Het werd gebouwd in opdracht van Claude Bouthillier en M. de Chavigny. Hier gebruikte hij een galerij van het originele Henry II château als basismotief voor het binnenplein. Het tweede château was Pont sur Seine (1638, Aube) in opdracht van diezelfde Claude Bouthillier. Pont sur Seine is het enige château van de drie dat vanaf nul is opgebouwd. Er is gekozen voor de traditionele aanpak met een centraal binnenhof en omliggende paviljoenen. In deze paviljoenen werd gebruikgemaakt van een centrale inkomhal als atrium (ook in Tanlay toegepast), een trap die rond een open ruimte heen kronkelt (ook in Chavigny toegepast) en een indrukwekkende schikking van binnenhoven.
Ook het ontwerp van de tuin was belangrijk, het heeft namelijk invloed gehad op de tuinen van Vaux le Vicompte en Versailles. Het derde château ten slotte was Tanlay (1645, Yonne) in opdracht van Michel Particelli d’Emery. Hier vinden we nog steeds de stijl van het oorspronkelijke château terug maar werd een moderne vestibule met atrium toegevoegd.

## Publicaties
Le Muets belangrijkste publicatie was ‘Mannière de bastir pour toutes sortes de personnes’. Dit traktaat zou Le Muet tot ver buiten de grenzen van Frankrijk bekendheid bezorgen. Louis XIII ondertekende het in hoogsteigen persoon. Le Muet haalde zijn aanvankelijke inspiratie enerzijds uit een methode die door Sebastiano Serlio gebruikt werd in het zesde boek van zijn ‘Architettura, degli habitationi degli uomini’, dat in die tijd in Frankrijk in manuscriptvorm voorhanden was. Anderzijds haalde hij inspiratie uit de tekeningen uit 1553 en 1582 van Jaques Androuet Du Cerceau (de eerste). 
‘Manière de bastir’ presenteert ontwerpen voor stedelijke wooneenheden, geordend in elf types volgens toenemende grootte. Al deze ontwerpen getuigen van een oorspronkelijke Parisiaanse architectuurbeoefening, althans meer dan de ontwerpen van Serlio of Du Cerceau dat doen. Het boek werd drie maal herdrukt en in het Engels vertaald in 1670. De kennis uit ‘Mannière de bastir’ was wijdverspreid, in 1686 echter beschouwde de Académie Royale d’Architecture in Parijs de inhoud als verouderd en in 1720 publiceerde Tiercelet een collectie genaamd ‘Architecture moderne ou l’art de bastir pour toutes sortes de personnes’ met de intentie om het werk van Le Muet te vervangen.

## Bouwwerken
Met zijn enorme ervaring in de theorie van de constructiemethodes van stedelijke wooneenheden bouwde Le Muet talrijke ruime Parisiaanse stadswoningen. Deze woningen schijnen ontworpen te zijn als varianten op standaardplannen uit’ Mannière de bastir’, verrijkt met moderne elementen zoals gebroken daken…
In 1644 bouwde Le Muet een groot huis (Rue du temple 71, Parijs) voor Claude d’Avaux,  Met zijn binnenplaats met gigantische pilasters volgens regelmatig schema en met zijn tuinfaçade gekopieerd van het Louvre, is het Hôtel d’Avance waarschijnlijk het voorbeeld bij uitstek van de opleving van Romeinse grandeur en klassiek purisme wat typisch was voor de jaren 1640.
We schrijven 1646 als Le Muet Mansart opvolgt op de site van het Hôtel de Chery-Tubeuf (1644). Hij presenteert ontwerpen voor de hoofdvleugel en voor de bibliotheek, die tegen de Rue de Richelieu aan gebouwd werd. Later bouwt hij voor Tubeuf nog een nieuw hotel (in de Rue Vivienne).
Na de dood van Le Mercier in 1655 bouwt Le Muet verder aan de Val de Grâce site, geassisteerd door de jonge Gabriel Le Duc. Le Muet maakt een nieuw ontwerp voor het gewelf van het schip en de koepel en hij werkt het klooster af.
In zijn later werk blijft Le Muet trouw aan het principe van lineaire kamerschikking, waarvan hij voorbeelden gepubliceerd had in zijn jeugd. Hij was minder inventief dan Le Vau wat betreft ruimtelijke schikking. De ontwerpen voor de hotels voor d’Avaux en Tubeuf tonen een klassieke stijl, minder organisch en minder subtiel dan die van François Mansart, maar eleganter en correcter dan de stijl van Le Vau, terwijl de naaktheid van het Hôtel de Laigue anticipeert op de stijl van Pierre Bullet.
Le Muet was (misschien naar het voorbeeld van Palladio) de eerste Franse architect die een bloemlezing publiceerde van zijn eigen werk, ‘Nouveaux Bastimens faits en France par le sieur Le Muet’. Henri Sauval, een Frans historicus en tijdgenoot van Le Muet, beschouwde hem als de gelijke van Le Mercier of Mansart, “een van de beste architecten van zijn tijd”.

### Primaire bronnen
- LE MUET, P., Manière de bastir pour toutes sortes de personnes, Parijs: 1623
- DA VIGNOLA, G.B., Regola delli cinque ordini d'architettura (LE MUET, P., vertaler), Parijs: 1631/2
- PALLADIO A., Quattro libri dell'architettura (LE MUET, P., vertaler), Parijs: 1645/1647

### Secundaire bronnen
- Pierre Le Muet, 2 december 2009, via http://www.oxfordartonline.com/subscriber/article/grove/art/T050285q=pierre+le+muet&search=quick&pos=1&_start=1#firsthit
- BLOMFIELD, R., A History of French Architecture from the Reign of Charles VIII till the Death of Mazarin, 1494-1661, Volume 1 en 2, pagina’s 92-107
- HAUTECIEUR, L., Histoire de l’Architecture Classique en France, Volume II-2, pagina’s 707-714
- SAUVAL, H., Histoire et recherches des antiquités de la ville de Paris, Paris: 1724
- MAUBAN, J., Jean Marot, Paris: 1944
- WEIGERT, R.A., ‘Le Palais Mazarin, architectes et décorateurs’, Art de France: Revue annuelle de l'art ancien et moderne, Volume 2, 1962, pagina’s 147–69
- BABELON, J.P., ‘L’Hôtel d’Assy, oeuvre de Pierre le Muet’, Paris & Île-de-France: mémoires, Volume 6, 1965, pagina’s 231–40

- Bibliothèque nationale de France: cb11911719n (data)
- CiNii: DA14271254
- Gemeinsame Normdatei: 100368476
- International Standard Name Identifier: 0000 0001 2131 8286
- KulturNav: 15e377f1-98ea-45cb-a316-ca0dfe14486c
- Library of Congress Control Number: n82136816
- Bibliotheek van het Japanse parlement: 00939055
- Nationale Bibliotheek van Tsjechië: mzk2009533782
- Nationale Bibliotheek van Israël: 987007431201905171
- Nederlandse Thesaurus van Auteursnamen: 068156049
- Istituto Centrale per il Catalogo Unico: VEAV030050
- LIBRIS: 273262
- SNAC: w6wq4c6w
- Système universitaire de documentation: 026974096
- Union List of Artist Names: 500032000
- Virtual International Authority File: 49227951
- WorldCat: E39PBJmHFJPXBKD3yMJKD7YXVC